# Седлець (Нижньосілезьке воєводство)
Седлець (пол. Siedlec, нім. Zedlitz) — село в Польщі, у гміні Длуґоленка Вроцлавського повіту Нижньосілезького воєводства.
Населення — 695 осіб (2011).
У 1975-1998 роках село належало до Вроцлавського воєводства.

## Демографія
Демографічна структура станом на 31 березня 2011 року:
|          | Загалом | Допрацездатний вік | Працездатний вік | Постпрацездатний вік |
| -------- | ------- | ------------------ | ---------------- | -------------------- |
| Чоловіки | 345     | 80                 | 237              | 28                   |
| Жінки    | 350     | 73                 | 208              | 69                   |
| Разом    | 695     | 153                | 445              | 97                   |